# Gołos Kazaczestwa
"Gołos Kazaczestwa" (ros. "Голос Казачества", "Głos Kozactwa") – emigracyjne pismo kozackie w Polsce na pocz. lat 20. XX wieku.
Pierwszy numer pisma wyszedł 7 sierpnia 1921 r. w Warszawie. Ukazywało się co tydzień w niedużym nakładzie. Było rozpowszechniane głównie wśród Kozaków, internowanych w Polsce po zakończeniu działań wojennych z bolszewikami jesienią 1920 r. Finansowo wydawanie gazety wspierał polski wywiad wojskowy. Funkcję redaktora naczelnego tygodnika pełnił A. Prochorow. Współpracownikami byli m.in. Ignat A. Biły, esauł Michaił F. Frołow, gen. Michaił N. Gniłorybow. Opowiadali się oni za koncepcją odrębnego państwa kozackiego, zwanego Kazakią. Współpracowali z Borysem W. Sawinkowem. Oprócz artykułów o charakterze politycznym w gazecie publikowano też utwory literackie kozackich autorów. Ostatni numer wyszedł 7 maja 1922 r. Było to związane z działaniami polskich władz zmierzającymi do wygaszenia akcji antybolszewickiej.